# Илуакоу
Илуа̀коу (на английски: Ilwaco) е град в окръг Пасифик, щата Вашингтон, САЩ. Илуакоу е с население от 950 жители (2000) и обща площ от 6,1 km². Намира се на 7 m надморска височина. ЗИП кодът му е 98624, а телефонният му код е 360.